# Boa Vista das Missões
Boa Vista das Missões är en kommun i Brasilien.   Den ligger i delstaten Rio Grande do Sul, i den södra delen av landet, 1 400 km söder om huvudstaden Brasília. Antalet invånare är 2 114.
Trakten runt Boa Vista das Missões består till största delen av jordbruksmark. Runt Boa Vista das Missões är det mycket glesbefolkat, med 3 invånare per kvadratkilometer.